# Caudiès-de-Fenouillèdes
Caudiès-de-Fenouillèdes (in occitano Caudièrs de Fenolhet, catalano Caudiers de Fenollet) è un comune francese di 619 abitanti situato nel dipartimento dei Pirenei Orientali nella regione dell'Occitania.

## Geografia fisica

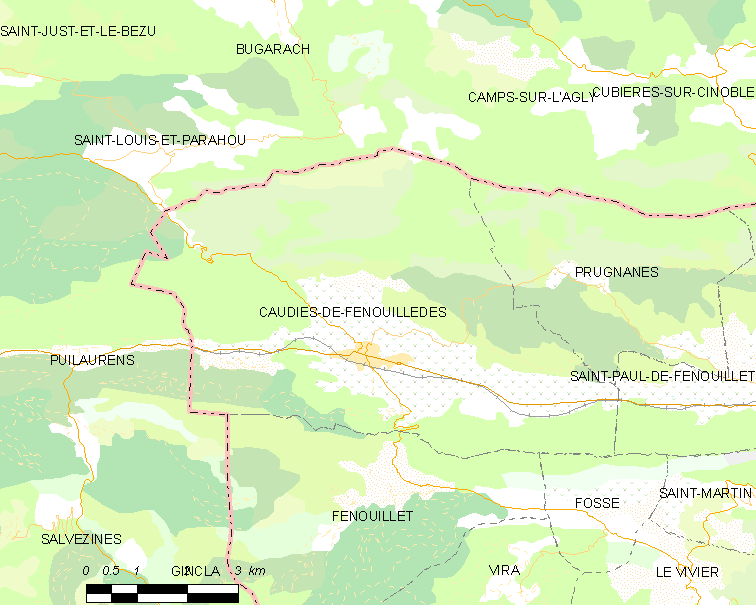
Situazione di Caudiès-de-Fenouillèdes

## Società

### Evoluzione demografica
Abitanti censiti